# Charles Mourain de Sourdeval
Charles Mourain de Sourdeval, né le 23 octobre 1800 à Nantes et mort le 18 décembre 1879 au domaine de Fontordine à Saint-Gervais, est l'auteur de plusieurs ouvrages, dont deux au sujet du cheval, ainsi que du premier dictionnaire du patois de la Vendée intitulé Recherches philologiques sur le patois de la Vendée en 1847.

## Biographie
D'un père, Jean Marie Corneille Mourain de L'Herbaudière, maire de Saint-Gervais, chevalier de l'ordre de Saint-Louis, issu d'une famille maraîchine, les Mourain, et d'une mère, née Aimée Sophie de Sourdeval au Havre, il grandit à Saint-Gervais (Vendée) au domaine de Fontordine. Il est le petit-fils de Charles Mourain de l'Herbaudière et le gendre d'Étienne Giraudeau.
Il est magistrat à Tours et conseiller général de Vendée, élu pour le canton de Saint-Jean-de-Monts (1853-1879).
Il est secrétaire perpétuel puis président de la Société d'agriculture, arts, sciences et belles-lettres du département d'Indre-et-Loire, ainsi que, de janvier 1848 à janvier 1853, le président de la Société archéologique de Touraine.
Il est fait chevalier de la Légion d'honneur.

## Publications
- La Baronnie de Rié, SEV, 5  1876.
- Études gothiques, Tours 1839
- Les Nioleurs des marais du Poitou, imprim. Schiller aîné, Paris, 1850
- Histoire critique et raisonnée de la production chevaline sur l'herbage de Saint-Gervais (Vendée), Paris 1853, 1855
- Mademoiselle de Lézardière, imprim. Ivonnet, 1856, 16 p.
- Dictionnaire  de la  Société d’Émulation de la  Vendée,1860, article consacré à L'Ile  de Riez
- La Garnache et Beauvoir-sur-Mer, Le Perrier. Notices sur les châteaux et seigneuries, 1854, 1882, Paris 1992.
- Documents anciens et inédits sur le Bas-Poitou, Annuaire départemental de la Société d'émulation de Vendée, 1861, p. 64-156.
- Les Seigneurs de Rais, éditions Marne,1845, Tours.